# Список арабских наместников Египта
Де-юре Египет был провинцией Арабского халифата на протяжении 329 лет, с 640 по 969 год. Де-факто же в периоды правления династий Тулунидов (868—905) и Ихшидидов (935—969) Египет являлся независимым государством, нередко враждовавшим с правителями Багдада и нередко враждовал или напрямую воевал с ними. Последние отдельно от халифов вели боевые действия против нубийцев из Макурии и шиитов-исмаилитов — Фатимидов из Ифрикии, уступив последним в 969 году, после чего Египет перестал быть провинцией Аббасидского халифата даже де-юре. В годы власти арабских династий Аббасидов и Омейядов, а также Праведного халифата, от их имени регионом управляли так называемые вали, то есть наместники.
Данный список является перечислением наместников арабских халифов в Египте с 640 года (Арабское завоевание Египта) вплоть до 930 года (приход к власти де-факто независимой династии Ихшидидов). Нумерация же является условной.

## Наместники Праведного халифата
Период правления Праведного халифата в Египте начался после его окончательного завоевания в 640 году и продолжался вплоть до падения халифата и прихода к власти династии Омейядов в 658 году. За это время провинцией правили 6 человек. Национальным языком на протяжении всего правления Праведных халифов был греческий.
| № | Наместник             | Начало правления | Конец правления | Продолжительность правления (округлённая) | Халиф(ы)  | Судьба                                                                |
| - | --------------------- | ---------------- | --------------- | ----------------------------------------- | --------- | --------------------------------------------------------------------- |
| 1 | Амр ибн аль-Ас        | 17 сентября 642  | 644             | 1,5—2 года                                | Умар      | Смещён халифом                                                        |
| 2 | Абдуллах ибн Сад      | 644              | 654             | 10 лет                                    | Усман     | Свергнут своим наследником на посту                                   |
| 3 | Кайс ибн Сад          | 654              | 655             | 1 год                                     | Усман     | Смещён халифом                                                        |
| - | Абдуллах ибн Сад      | 655              | 656             | 1 год                                     | Усман     | Смещён халифом                                                        |
| 4 | Малик аль-Аштар       | 656              | 656             | 1 день                                    | Усман     | Скончался через день после назначения, так и не добравшись до столицы |
| 5 | Мухаммад ибн Абу Бакр | 656              | Июль 658        | 1,5—2,5 года                              | Усман Али | Убит                                                                  |

## Наместники Омейядского халифата
Период правления Омейядского халифата в Египте начался после падения Праведного халифата и прихода к власти Муавии ибн Абу Суфьяна в 658 году и продолжался вплоть до окончания Аббасидской революции и прихода к власти династии Аббасидов 9 августа 750 года. Греческий язык заменён на арабский в 706 году.
| №  | Наместник                                    | Начало правления | Конец правления | Продолжительность правления (округлённая) | Халиф(ы) | Происхождение/Судьба                                                                                                 |
| -- | -------------------------------------------- | ---------------- | --------------- | ----------------------------------------- | --- | --- |
| 1  | Амр ибн аль-Ас                               | Июль 658         | Январь 664      | 5 лет                                     | Муавия ибн Абу Суфьян                                                                                           | Скончался на посту                                                                                                   |
| 2  | Абдуллах ибн Амр                             | Январь 664       | Февраль 664     | менее месяца                              | Муавия ибн Абу Суфьян                                                                                           | Неизвестна |
| 3  | Утба ибн Абу Суфьян                          | Февраль 664      | 665             | 1 год                                     | Муавия ибн Абу Суфьян                                                                                           | Брат халифа. Скончался на посту                                                                                      |
| 4  | Укба ибн Амир аль-Джухани                    | 665              | 20 мая 667      | 2 года                                    | Муавия ибн Абу Суфьян                                                                                           | Погонщик муллов исламского пророка Мухаммеда. Скончался на посту                                                     |
| 5  | Маслама ибн Мухаллад аль-Ансари              | 20 мая 667       | 9 апреля 682    | 15 лет                                    | Муавия ибн Абу Суфьян Язид I ибн Муавия                                                                         | Главный сторонник Омейядов в Египте в годы правления Праведных халифов. Скончался на посту                           |
| 6  | Мухаммед ибн Маслама аль-Ансари              | 9 апреля 682     | 14 мая 682      | 1 месяц                                   | Язид I ибн Муавия                                                                                               | Неизвестна |
| 7  | Саид ибн Язид аль-Азди                       | 14 мая 682       | Апрель 684      | 2 года                                    | Язид I ибн Муавия Муавия II ибн Язид                                                                            | Свергнут |
| 8  | Абд ар-Рахман ибн Утба аль-Фихри             | Апрель 684       | 11 февраля 685  | 1 год                                     | Муавия II ибн Язид Абдуль-Малик ибн Марван                                                                      | Назначен Ибн аз-Зубайром, а не халифом. После смещён                                                                 |
| 9  | Абд аль-Азиз ибн Марван                      | 11 февраля 685   | 1 июля 703      | 18 лет                                    | Абдаллах ибн Абдул-Малик ибн Марван                                                                             | Брат халифа. Скончался на посту                                                                                      |
| 10 | Абдаллах ибн Абдул-Малик                     | 1 июля 703       | 30 января 709   | 5,5 лет                                   | Абдуль-Малик ибн Марван Аль-Валид I ибн Абдул-Малик                                                             | Сын первого халифа, брат второго халифа. Свергнут                                                                    |
| 11 | Курра ибн Шарик аль-Абси                     | 30 января 709    | 14 ноября 714   | 5,5 лет                                   | Аль-Валид I ибн Абдул-Малик                                                                                     | Скончался на посту                                                                                                   |
| 12 | Абд аль-Малик ибн Рифаа аль-Фахми            | 14 ноября 714    | Ноябрь 717      | 3 года                                    | Аль-Валид I ибн Абдул-Малик Сулейман ибн Абдул-Малик Умар ибн Абдул-Азиз                                        | Первый срок на посту                                                                                                 |
| 13 | Айюб ибн Шархабиль                           | Ноябрь 717       | 1 апреля 720    | 2,5 года                                  | Умар ибн Абдул-Азиз Язид II ибн Абдул-Малик                                                                     | |
| 14 | Бишр ибн Сафван аль-Кальби                   | 1 апреля 720     | Май 721         | 1 год                                     | Язид II ибн Абдул-Малик                                                                                         | Ранее занимал пост наместника Ифрикии                                                                                |
| 15 | Ханзала ибн Сафван аль-Кальби                | Май 721          | 724             | 3 года                                    | Язид II ибн Абдул-Малик Хишам ибн Абдул-Малик                                                                   | Брат предыдущего. Дважды занимал пост. В 724 был свергнут и позже назначен наместником Ифрикии                       |
| 16 | Мухаммед ибн Абдул-Малик ибн Марван          | 724              | 2 мая 724       | менее года                                | Хишам ибн Абдул-Малик                                                                                           | Брат халифа. Ушёл в отставку после того, как в регионе началась эпидемия                                             |
| 17 | Аль-Хурр ибн Юсуф                            | 2 мая 724        | 27 апреля 727   | 3 года                                    | Хишам ибн Абдул-Малик                                                                                           | Свергнут |
| 18 | Хафс ибн аль-Валид ибн Юсуф аль-Хадрами      | 27 апреля 727    | 16 мая 727      | менее месяца                              | Хишам ибн Абдул-Малик                                                                                           | Свергнут |
| -  | Абд аль-Малик ибн Рифаа аль-Фахми            | 16 мая 727       | 30 мая 727      | менее месяца                              | Хишам ибн Абдул-Малик                                                                                           | Второй срок, скончался на посту                                                                                      |
| 19 | Аль-Валид ибн Рифаа аль-Фахми                | 30 мая 727       | Июль 735        | 8 лет                                     | Хишам ибн Абдул-Малик                                                                                           | Скончался на посту                                                                                                   |
| 20 | Абд ар-Рахман ибн Халид аль-Фахми            | Июль 735         | 12 января 737   | 1,5 года                                  | Хишам ибн Абдул-Малик                                                                                           | Представитель той же династии, что и предыдущие. Свергнут                                                            |
| -  | Ханзала ибн Сафван аль-Кальби                | 12 января 737    | 2 июля 742      | 5,5 лет                                   | Хишам ибн Абдул-Малик                                                                                           | Второй срок, ранее также был наместником Ифрикии. Скончался на посту                                                 |
| 21 | Хафс ибн аль-Валид ибн Юсуф аль-Хадрами      | 2 июля 742       | 21 марта 745    | 3 года                                    | Хишам ибн Абдул-Малик Аль-Валид II ибн Язид Язид III ибн аль-Валид Ибрахим ибн аль-Валид Марван II ибн Мухаммад | Ушёл в отставку |
| 22 | Хассан ибн Атахия                            | 21 марта 745     | 7 апреля 745    | менее месяца                              | Марван II ибн Мухаммад                                                                                          | Сбежал из-за противодействия его назначению                                                                          |
| -  | Хафс ибн аль-Валид ибн Юсуф аль-Хадрами      | 7 апреля 745     | 4 октября 745   | полгода                                   | Марван II ибн Мухаммад                                                                                          | Второй срок, снова добровольно ушёл в отставку из-за противодействия со своим преемником                             |
| 23 | Хавсара ибн Сухайль                          | 4 октября 745    | 19 марта 749    | 3,5 года                                  | Марван II ибн Мухаммад                                                                                          | Свергнут |
| 24 | Аль-Мугира ибн Убайдуллах аль-Фазари         | 19 марта 749     | Март 750        | 1 год                                     | Марван II ибн Мухаммад                                                                                          | Скончался на посту                                                                                                   |
| 25 | Абд аль-Малик ибн Марван ибн Муса ибн Нусайр | Март 750         | 7 августа 750   | полгода                                   | Марван II ибн Мухаммад                                                                                          | Внук Мусы ибн Нусайра, одного из Омейядских полководцев, принимавших участие в покорении Египта. Свергнут Аббасидами |

## Наместники Аббасидского халифата
Период правления Аббасидского халифата в Египте условно делится на два этапа. Первый начался 9 августа 750 года после окончания Аббасидской революции и прихода к власти династии Аббасидов и продолжался вплоть до 15 сентября 868 года, когда к власти пришла тюркская династия Тулунидов. Второй период начался после повторного подчинения Египта в 905 году и продолжался вплоть до 2 сентября 935 года, когда к власти пришла новая тюркская династия Ихшидидов. И Тулуниды, и Ихшидиды неоднократно враждовали с халифами из Аббасидов, нередко даже заключая союзы против них с другими властителями, но формально были зависимы от Аббасидского халифата. Но даже формальная зависимость закончилась 5 августа 969 года, когда произошло Фатимидское завоевание Египта.

### Первый период
| №  | Наместник                                    | Начало правления | Конец правления | Продолжительность правления (округлённая) | Халиф(ы)                                                                         | Происхождение/Судьба                                                                             |
| -- | -------------------------------------------- | ---------------- | --------------- | ----------------------------------------- | -------------------------------------------------------------------------------- | ------------------------------------------------------------------------------------------------ |
| 1  | Салих ибн Али                                | 9 августа 750    | 2 апреля 751    | 8 месяцев                                 | Абуль-Аббас ас-Саффах                                                            | Представитель династии Аббасидов. При Омейядах занимал должность наместника Палестины            |
| 2  | Абу Аун Абдул-Малик ибн Язид                 | 2 апреля 751     | 27 октября 753  | 2,5 года                                  | Абуль-Аббас ас-Саффах                                                            | Покинул пост после начала эпидемии                                                               |
| -  | Салих ибн Али                                | 27 октября 753   | 21 февраля 755  | 1,5 года                                  | Абуль-Аббас ас-Саффах Абу Джафар аль-Мансур                                      | Второй срок. Свергнут                                                                            |
| -  | Абдул-Малик ибн Язид                         | 21 февраля 755   | 26 августа 758  | 3,5 года                                  | Абу Джафар аль-Мансур Мухаммад ибн Мансур аль-Махди                              | Второй срок. Свергнут                                                                            |
| 3  | Муса ибн Кааб ат-Тамими                      | 26 августа 758   | 28 апреля 759   | полгода                                   | Мухаммад ибн Мансур аль-Махди                                                    | Скончался на посту                                                                               |
| 4  | Мухаммад ибн аль-Ашас аль-Хузаи              | 28 апреля 759    | 18 декабря 760  | 1,5 года                                  | Мухаммад ибн Мансур аль-Махди                                                    | Свергнут                                                                                         |
| 5  | Хумайд ибн Кахтаба                           | 18 декабря 760   | 14 февраля 762  | 1 год и 2 месяца                          | Мухаммад ибн Мансур аль-Махди                                                    | Свергнут                                                                                         |
| 6  | Язид ибн Хатим аль-Мухаллаби                 | 14 февраля 762   | 30 апреля 769   | 7 лет                                     | Мухаммад ибн Мансур аль-Махди                                                    | Свергнут                                                                                         |
| 7  | Абдуллах абн Абд ар-Рахман ат-Туджиби        | 30 апреля 769    | Февраль 772     | 3 года                                    | Мухаммад ибн Мансур аль-Махди                                                    | Скончался на посту                                                                               |
| 8  | Мухаммед ибн Абд ар-Рахман ат-Туджиби        | Февраль 772      | 18 сентября 772 | 8 месяцев                                 | Мухаммад ибн Мансур аль-Махди                                                    | Скончался на посту                                                                               |
| 9  | Муса ибн Улай ибн Рабах аль-Лахми            | 18 сентября 772  | 14 сентября 778 | 6 лет                                     | Мухаммад ибн Мансур аль-Махди                                                    | Свергнут                                                                                         |
| 10 | Иса ибн Лукман аль-Джумахи                   | 14 сентября 778  | 18 марта 779    | полгода                                   | Мухаммад ибн Мансур аль-Махди                                                    | Свергнут                                                                                         |
| 11 | Вади аль-Маскин                              | 18 марта 779     | 1 июня 779      | 2,5 месяца                                | Мухаммад ибн Мансур аль-Махди                                                    | Свергнут                                                                                         |
| 12 | Мансур ибн Язид ибн Мансур аль-Химьяри       | 1 июня 779       | Август 779      | 2 месяца                                  | Мухаммад ибн Мансур аль-Махди                                                    | Свергнут                                                                                         |
| 13 | Яхья ибн Саид аль-Хараши                     | Август 779       | 15 сентября 780 | 1 год                                     | Мухаммад ибн Мансур аль-Махди                                                    | Свергнут                                                                                         |
| 14 | Салим ибн Савада ат-Тамими                   | 15 сентября 780  | 6 сентября 781  | 1 год                                     | Мухаммад ибн Мансур аль-Махди                                                    | Свергнут                                                                                         |
| 15 | Ибрахим ибн Салих                            | 6 сентября 781   | 1 июля 784      | 3 года                                    | Мухаммад ибн Мансур аль-Махди                                                    | Свергнут                                                                                         |
| 16 | Муса ибн Мусаб аль-Хасами                    | 1 июля 784       | 10 июля 785     | 1 год                                     | Мухаммад ибн Мансур аль-Махди                                                    | Убит                                                                                             |
| 17 | Асама ибн Амр аль-Маарифи                    | 10 июля 785      | 11 августа 785  | 1 месяц                                   | Мухаммад ибн Мансур аль-Махди Муса аль-Хади                                      | Свергнут                                                                                         |
| 18 | Аль-Фадл ибн Салих                           | 11 августа 785   | Апрель 786      | 8 месяцев                                 | Муса аль-Хади                                                                    | Свергнут                                                                                         |
| 19 | Али ибн Сулейман ибн Али аль-Хашими          | Апрель 786       | 15 сентября 787 | 1,5 года                                  | Муса аль-Хади Харун ар-Рашид                                                     | Свернут Харуном                                                                                  |
| 20 | Муса ибн Иса ибн Муса аль-Хашими             | 15 сентября 787  | 15 февраля 789  | 1,5 года                                  | Харун ар-Рашид                                                                   | Свергнут                                                                                         |
| 21 | Маслама ибн Яхья аль-Баджали                 | 15 февраля 789   | 28 декабря 789  | 10 месяцев                                | Харун ар-Рашид                                                                   | Свергнут                                                                                         |
| 22 | Мухаммад ибн Зухайр аль-Азди                 | 28 декабря 789   | 2 июня 790      | полгода                                   | Харун ар-Рашид                                                                   | Свергнут                                                                                         |
| 23 | Давуд ибн Язид ибн Хатим аль-Мухаллаби       | 2 июня 790       | 15 июня 791     | 1 год                                     | Харун ар-Рашид                                                                   | Свергнут                                                                                         |
| -  | Муса ибн Иса ибн Муса аль-Хашими             | 15 июня 791      | Июнь 792        | 1 год                                     | Харун ар-Рашид                                                                   | Свергнут                                                                                         |
| 24 | Ибрахим ибн Салих ибн Абдаллах ибн аль-Аббас | Июнь 792         | 1 января 793    | полгода                                   | Харун ар-Рашид                                                                   | Умер на посту                                                                                    |
| 25 | Абдуллах ибн аль-Мусайяб ад-Дабби            | 1 января 793     | 12 октября 793  | 10 месяцев                                | Харун ар-Рашид                                                                   | Свергнут                                                                                         |
| 26 | Исхак ибн Сулейман аль-Хашими                | 12 октября 793   | 1 ноября 794    | 1 год                                     | Харун ар-Рашид                                                                   | Представитель династии Аббасидов. Кузен Аббасидских халифов ас-Саффаха и аль-Мансура. Свергнут   |
| 27 | Харсама ибн Аян                              | 1 ноября 794     | 9 января 795    | 2 месяца                                  | Харун ар-Рашид                                                                   | Ранее занимал пост наместника Ифрикии. Свергнут.                                                 |
| 28 | Абд аль-Малик ибн Салих                      | 9 января 795     | 27 марта 796    | 1 год и 2 месяца                          | Харун ар-Рашид                                                                   | Свергнут                                                                                         |
| 29 | Убайдуллах ибн аль-Махди                     | 27 марта 796     | 2 ноября 796    | 7 месяцев                                 | Харун ар-Рашид                                                                   | Сын аль-Махди, дядя халифа. Свернут                                                              |
| -  | Муса ибн Иса ибн Муса аль-Хашими             | 2 ноября 796     | 17 августа 797  | 8,5 месяцев                               | Харун ар-Рашид                                                                   | Свергнут                                                                                         |
| -  | Убайдаллах ибн аль-Махди                     | 17 августа 797   | 2 ноября 797    | 2,5 месяца                                | Харун ар-Рашид                                                                   | Свергнут                                                                                         |
| 30 | Исмаил ибн Салих ибн Али аль-Хашими          | 2 ноября 797     | 4 августа 798   | 9 месяцев                                 | Харун ар-Рашид                                                                   | Представитель династии Аббасидов, сын первого наместника Египта при них же. Свергнут             |
| 31 | Исмаил ибн Иса ибн Муса аль-Хашими           | 4 августа 798    | 10 декабря 798  | 5 месяцев                                 | Харун ар-Рашид                                                                   | Представитель династии Аббасидов. Свергнут                                                       |
| 32 | Ал-Лайс ибн аль-Фадл                         | 10 декабря 798   | 21 июня 803     | 5,5 лет                                   | Харун ар-Рашид                                                                   | Свергнут                                                                                         |
| 33 | Ахмад ибн Исмаил ибн Али аль-Хашими          | 21 июня 803      | 15 сентября 805 | 2 года и 3 месяца                         | Харун ар-Рашид                                                                   | Представитель династии Аббасидов, кузен халифов ас-Саффаха и аль-Мансура. Свергнут               |
| 34 | Абдаллах ибн Мухаммад ибн Ибрагим аз-Зайнаби | 15 сентября 805  | 30 июля 806     | 10,5 месяцев                              | Харун ар-Рашид                                                                   | Представитель династии Аббасидов, участник Аббасидской революции. Свергнут                       |
| 35 | Аль-Хусейн ибн Джамиль                       | 30 июля 806      | 24 февраля 808  | 1,5 года                                  | Харун ар-Рашид                                                                   | Мавла халифа аль-Мансура. Свергнут                                                               |
| 36 | Малик ибн Дальхам аль-Кальби                 | 24 февраля 808   | 25 декабря 808  | 10 месяцев                                | Харун ар-Рашид                                                                   | Свергнут                                                                                         |
| 37 | Аль-Хасан ибн ат-Тахтах                      | 25 декабря 808   | 11 июля 810     | 2,5 года                                  | Харун ар-Рашид Мухаммад аль-Амин                                                 | Свергнут                                                                                         |
| 38 | Хатим ибн Харсама ибн Аян                    | 11 июля 810      | 25 марта 811    | 8,5 месяцев                               | Мухаммад аль-Амин                                                                | Свергнут                                                                                         |
| 39 | Джабир ибн аль-Ашас ат-Таи                   | 25 марта 811     | 25 марта 812    | 1 год                                     | Мухаммад аль-Амин                                                                | Ранее изгнан из Египта. Свергнут                                                                 |
| 40 | Аббад ибн Мухаммад ибн Хайян                 | 25 марта 812     | 13 ноября 813   | 1 год и 9 месяцев                         | Мухаммад аль-Амин Абдуллах аль-Мамун                                             | Свернут                                                                                          |
| 41 | Мутталиб ибн Абдуллах ибн Малик              | 13 ноября 813    | 21 июня 814     | 7 месяцев                                 | Абдуллах аль-Мамун                                                               | Свернут                                                                                          |
| 42 | Аль-Аббас ибн Муса ибн Иса аль-Хашими        | 21 июня 814      | 4 сентября 814  | 2 месяца                                  | Абдуллах аль-Мамун                                                               | Внук Исы аль-Хашими, кузена халифов ас-Саффаха и аль-Мансура.                                    |
| -  | Мутталиб ибн Абдаллах ибн Малик              | 4 сентября 814   | 3 апреля 815    | 7 месяцев                                 | Абдуллах аль-Мамун                                                               | Свергнут                                                                                         |
| 43 | Ас-Сари ибн аль-Хакам                        | 3 апреля 815     | 30 сентября 816 | 1,5 года                                  | Абдуллах аль-Мамун                                                               | Хорасанец по происхождению. Свергнут солдатами                                                   |
| 44 | Сулейман ибн Галиб аль-Баджали               | 30 сентября 816  | 28 февраля 817  | полгода                                   | Абдуллах аль-Мамун                                                               | Хорасанец по происхождению, внук участника Аббасидской революции. Свернут солдатами              |
| -  | Ас-Сари ибн аль-Хакам                        | 28 февраля 817   | 10 декабря 820  | 3 года и 10 месяцев                       | Абдуллах аль-Мамун                                                               | Второй срок. Умер на посту                                                                       |
| 45 | Абу Наср ибн ас-Сари                         | 10 декабря 820   | 7 января 822    | 1 год и 1 месяц                           | Абдуллах аль-Мамун                                                               | Сын предыдущего. Умер на посту                                                                   |
| 46 | Убайдуллах ибн ас-Сари                       | 7 января 822     | 17 апреля 826   | 4 года и 3 месяца                         | Абдуллах аль-Мамун                                                               | Брат предыдущего. Умер на посту                                                                  |
| 47 | Абдулла ибн Тахир                            | 17 апреля 826    | декабрь 828     | 2 года и 10 месяцев                       | Абдуллах аль-Мамун                                                               | Перс по происхождению. Сын эмира Хорасана Тахира I ибн Хусейна, представитель династии Тахиридов |
| 48 | Имя неизвестно                               | декабрь 828      | 21 января 829   | около 1-2 месяцев                         | Абдуллах аль-Мамун                                                               | И.О.                                                                                             |
| 49 | Иса ибн Язид ад-Джулуди                      | 21 января 829    | 27 января 829   | 8 дней                                    | Абдуллах аль-Мамун                                                               | Свергнут                                                                                         |
| 50 | Умайр ибн аль-Валид                          | 27 января 829    | 28 апреля 829   | 3 месяца                                  | Абдуллах аль-Мамун                                                               | Назначен аль-Мутасимом. Убит на посту во время восстания против налогового обложения             |
| 51 | Имя неизвестно                               | 28 апреля 829    | Июнь 829        | 1-2 месяца                                | Абдуллах аль-Мамун                                                               | И.О.                                                                                             |
| 52 | Иса ибн Язид аль-Джулуди                     | Июнь 829         | 830             | Не менее полугода                         | Абдуллах аль-Мамун                                                               | 2 срок. Свергнут                                                                                 |
| 53 | Абу Исхак Мухаммад ибн Харун ар-Рашид        | 830              | 28 февраля 830  | 1-2 месяца                                | Абдуллах аль-Мамун                                                               | Будущий халиф. Добровольно покинул пост                                                          |
| 54 | Абдавайх ибн Джабала                         | 28 февраля 830   | 18 февраля 831  | 1 год                                     | Абдуллах аль-Мамун                                                               | Свергнут                                                                                         |
| 55 | Иса ибн Мансур ар-Рафии                      | 18 февраля 831   | 832             | около 1 года                              | Абдуллах аль-Мамун                                                               | Свергнут                                                                                         |
| 56 | Абдуллах аль-Мамун                           | 832              | Март 832        | до 3 месяцев                              | Абдуллах аль-Мамун                                                               | Халиф. Занимал пост самостоятельно                                                               |
| 57 | Кайдар Наср ибн Абдаллах                     | Март 832         | Июнь 834        | 2 года и 3-4 месяца                       | Абдуллах аль-Мамун Аль-Мутасим Биллах                                            | Согдиец по происхождению. Скончался на посту                                                     |
| 58 | Музаффар ибн Кайдар                          | Июнь 834         | 9 сентября 834  | 2-3 месяца                                | Аль-Мутасим Биллах                                                               | Сын предыдущего. Свергнут                                                                        |
| 59 | Муса ибн Абу аль-Аббас                       | 9 сентября 834   | 12 февраля 839  | 4,5 года                                  | Аль-Мутасим Биллах                                                               | Назначен тюркским полководцем Ашиной                                                             |
| 60 | Малик ибн Кайдар                             | 12 февраля 839   | 5 февраля 841   | 2 года                                    | Аль-Мутасим Биллах                                                               | Сын Кайдара ибн Насра, брат Музаффара ибн Кайдара. Свергнут                                      |
| 61 | Али ибн Яхья аль-Армани                      | 5 февраля 841    | 6 октября 843   | 2 года и 8 месяцев                        | Аль-Мутассим Биллах Аль-Васик Биллах                                             | Армянин по происхождению. Свергнут                                                               |
| -  | Иса ибн Мансур ар-Рафии                      | 6 октября 843    | Декабрь 847     | 4 года и два месяца                       | Аль-Васик Биллах Аль-Мутаваккиль Алаллах                                         | Второй срок. Свергнут                                                                            |
| 62 | Имя неизвестно                               | Декабрь 847      | 15 февраля 848  | 2 месяца                                  | Аль-Мутаваккиль Алаллах                                                          | И.О.                                                                                             |
| 63 | Харсама ибн ан-Надр ад-Джабали               | 15 февраля 848   | 3 апреля 849    | 1 год и 2 месяца                          | Аль-Мутаваккиль Алаллах                                                          | Скончался на посту                                                                               |
| 64 | Хатим ибн Харсама ибн ан-Надр                | 3 апреля 849     | 3 мая 849       | 1 месяц                                   | Аль-Мутаваккиль Алаллах                                                          | Сын предыдущего. Свергнут                                                                        |
| -  | Али ибн Яхья аль-Армани                      | 3 мая 849        | 27 мая 850      | 1 год                                     | Аль-Мутаваккиль Алаллах                                                          | Второй срок. Свергнут                                                                            |
| 65 | Исхак ибн Яхья ибн Муаз                      | 27 мая 850       | 27 мая 851      | 1 год                                     | Аль-Мутаваккиль Алаллах                                                          | Хорасанец по происхождению. Сын наместника Азербайджана, Армении, Сирии и эль-Джазиры            |
| 66 | Абд аль-Вахид ибн Яхья                       | 27 мая 851       | 24 сентября 852 | 1 год и 5 месяцев                         | Аль-Мутаваккиль Алаллах                                                          | Представитель династии Тахиридов. Свергнут                                                       |
| 67 | Анбаса ибн Исхак ад-Дабби                    | 24 сентября 852  | 22 ноября 856   | 4 года и 2 месяца                         | Аль-Мутаваккиль Алаллах                                                          | Свергнут                                                                                         |
| 68 | Язид ибн Абдуллах ибн Динар                  | 22 ноября 856    | 13 марта 867    | 10 лет и 4,5 месяца                       | Аль-Мутаваккиль Алаллах Аль-Мустансир Биллах Аль-Мустаин БиллахАль-Мутазз Биллах | Свергнут                                                                                         |
| 69 | Музахим ибн Хакан                            | 13 марта 867     | 7 апреля 868    | 1 год и 1 месяц                           | Аль-Мутазз Биллах                                                                | Тюрк по происхождению. Скончался на посту                                                        |
| 70 | Ахмад ибн Музахим ибн Хакан                  | 7 апреля 868     | Июнь 868        | 2-3 месяца                                | Аль-Мутазз Биллах                                                                | Сын предыдущего. Скончался на посту                                                              |
| 71 | Азджур ат-Турки                              | Июнь 868         | 15 сентября 868 | 3-3,5 месяца                              | Аль-Мутазз Биллах                                                                | Тюрк по происхождению. Свергнут                                                                  |
| 72 | Ахмад ибн Тулун                              | 15 сентября 868  | -               | -                                         | Аль-Мутазз Биллах                                                                | Основатель независимой династии Тулунидов                                                        |

### Второй период
| № | Наместник                    | Начало правления | Конец правления | Продолжительность правления (округлённая) | Халиф(ы)                                               | Происхождение/Судьба                                                                                     |
| - | ---------------------------- | ---------------- | --------------- | ----------------------------------------- | ------------------------------------------------------ | --- |
| 1 | Иса ан-Нушари                | Август 905       | Сентябрь 905    | Около месяца                              | Аль-Муктафи Биллах                                     | Назначен халифом после переподчинения Египта.                                                            |
| 2 | Мухаммад аз-Заланги          | Сентябрь 905     | Май 906         | 8 месяцев                                 | Аль-Муктафи Биллах                                     | Узурпатор. После свергнут обратно                                                                        |
| - | Иса ан-Нушари                | Май 906          | 9 мая 910       | 4 года                                    | Аль-Муктафи Биллах Аль-Муктадир Биллах                 | Второй срок. Скончался на посту                                                                          |
| 3 | Абу-ль-Аббас                 | 13 июня 910      | 23 июня 910     | 10 дней                                   | Аль-Муктадир Биллах                                    | - |
| 4 | Такин аль-Хазари             | 23 июня 910      | 27 августа 915  | 5 лет и 2 месяца                          | Аль-Муктадир Биллах                                    | Хазарин по происхождению. Занимал пост в ходе первого вторжения Фатимидов. Свергнут                      |
| 5 | Зука ар-Руми                 | 27 августа 915   | 8 августа 919   | 4 года                                    | Аль-Муктадир Биллах                                    | Грек из Византии по происхождению. Скончался на посту в ходе второго вторжения Фатимидов.                |
| - | Такин аль-Хазари             | 8 августа 919    | 22 июля 921     | 2 года                                    | Аль-Муктадир Биллах                                    | Второй срок. Занимался отражением вторжения Фатимидов. Титул узурпирован                                 |
| 6 | Махмун ибн Хамаль            | 22 июля 921      | 25 июля 921     | 3 дня                                     | Аль-Муктадир Биллах                                    | Узурпатор. Свергнут и, вероятно, убит                                                                    |
| - | Такин аль-Хазари             | 25 июля 921      | 14 августа 921  | 3 недели                                  | Аль-Муктадир Биллах                                    | 3 срок. Свергнут                                                                                         |
| 7 | Абу-ль-Хасан Хиляль ибн Бадр | 14 августа 921   | 17 августа 923  | 2 года                                    | Аль-Муктадир Биллах                                    | Свергнут                                                                                                 |
| 8 | Ахмед ибн Кейгалаг           | 17 августа 923   | 12 февраля 924  | 7 месяцев                                 | Аль-Муктадир Биллах                                    | Тюрк по происхождению. Сын Кайгалаха ат-Турки, военачальника аль-Муктафи                                 |
| - | Такин аль-Хазари             | 12 февраля 924   | 16 марта 933    | 9 лет                                     | Аль-Муктадир Биллах (дважды) Аль-Кахир Биллах (дважды) | Скончался на посту                                                                                       |
| 9 | Мухаммад ибн Такин           | 16 марта 933     | 30 сентября 933 | -                                         | Аль-Кахир Биллах                                       | Скончался                                                                                                |
| 9 | Мухаммед ибн Тугдж аль-Ихшид | 933              | 933             | -                                         | Аль-Кахир Биллах                                       | Египет находился в состоянии гражданской войны. Мухаммед сражался с предыдущим, но не смог укрепиться    |
| - | Ахмед ибн Кейгалаг           | 30 сентября 933  | 934             | до года                                   | Аль-Кахир Биллах Ар-Ради Биллах                        | Второй срок, свергнут                                                                                    |
| - | Мухаммад ибн Такин           | 934              | 2 сентября 935  | до года                                   | Ар-Ради Биллах                                         | Разбит Мухаммедом и тюрками несмотря на противодействие берберов и иностранное вмешательство Фатимидов   |
| - | Мухаммед ибн Тугдж аль-Ихшид | 2 сентября 935   | -               | -                                         | Ар-Ради Биллах                                         | Пришёл к власти разгромив своего противника. Основал независимый эмират Ихшидидов и принял титул «ихшид» |